# Фок Володимир Олександрович
Володимир Олександрович Фок (10 (22) грудня 1898, Санкт-Петербург — 27 грудня 1974, Ленінград) — радянський фізик-теоретик, відомий роботами з квантової механіки.

## Наукова діяльність
У 1922 році закінчив Петроградський університет і залишився працювати в ньому. З 1932 року — професор, керував кафедрою теоретичної фізики на фізичному факультеті Ленінградського університету. Одночасно працював у Державному оптичному інституті (1919—1923, 1928—1941), у Ленінградському фізико-технічному інституті (1924—1936), в Інституті фізичних проблем ім. С. І. Вавилова АН СРСР (1954—1963).
У 1926 році він узагальнив хвильове рівняння квантової механіки — рівняння Дірака на випадок магнітного поля і вперше довів його градієнтну інваріантність. Співавтор відомого в квантовій механіці релятивістського скалярного рівняння Клейна — Фока — Гордона. У 1930 році вчений вивів рівняння самоузгодженоно поля в квантовій теорії атома і розробив новий загальний наближений методу теорії багатоелектронних систем, що був названий методом Гартрі — Фока. Цей метод має важливе значення в квантовій теорії багатьох тіл. 1932 року виконав дослідження з вторинного квантування і квантової електродинаміки, а в 1934 році запропонував особливий спосіб формулювання рівнянь квантової теорії багатьох тіл — метод функціоналів Фока.
За дослідження з квантової теорії поля, вторинного квантування і квантової електродинаміки, виконані протягом 1926—1957 років і надруковані в його збірнику «Дослідження з квантової теорії поля», був удостоєний Ленінської премії (1960). Важливу роль у розвитку теорії тяжіння Ейнштейна відіграла його монографія «Теорія простору, часу й тяжіння» (1955), в якій він дослідив ряд важливих задач теорії тяжіння і запропонував наближений метод розв'язування рівнянь Ейнштейна для сферично протяжних мас.
Здійснив цикл досліджень з дифракції радіозв'язку і розробив послідовну теорію поширення радіохвиль над земною поверхнею без урахування атмосфери, за що був удостоєний Державної премії СРСР (1946). Ґрунтовні праці присвятив методологічним проблемам фізичної науки, вважається одним з основоположників школи радянських фізиків-теоретиків. Автор численних наукових праць. 1968 року йому присвоєно звання Героя Соціалістичної Праці, нагороджено орденами і медаллями. Був обраний членом ряду іноземних академій і наукових товариств.
Серед учнів Фока видатні спеціалісти з теорії твердого тіла, український фізик А. Г. Самойлович і естонський фізик Карл Ребане.